# Ki-70試作司令部偵察機
 Ki-70試作司令部偵察機，為舊日本陸軍的試作偵察機，由立川飛機公司設計製造。為百式司令部偵察機的後繼機種，但因性能達不到軍方的要求而終止開發。

## 開發起源與歷史
1940年時舊日本陸軍委託立川飛機公司開發百式司令部偵察機的後繼機種，立川飛機公司於1941年開始設計。在開發途中因為陸軍指示使本機能充當輕轟炸機使用，於是裝設了遠距操作式機槍、額外油箱以及強化防彈裝置，完成後總重量將近十噸。
一號實驗機於1943年2月完成，之後二號機也隨之完成。進行測試時發現因為重量增加的關係，最高速度僅有580公里，低於軍方要求值九十公里。立川飛機公司於是增加其主翼面積，再裝設更強力的引擎因應。
但由於百式司令部偵察機創下時速630公里的最快紀錄，於是停止ki-70的開發。

## 性能諸元
- 發動機： 三菱HA-104引擎（1900馬力）
- 乘員數： 2～3名
- 長度： 14.50公尺
- 翼展： 17.80公尺
- 重量： 5,895公斤
- 全武裝重量： 9,855公斤
- 最高空速： 580公里／時
- 最大航程： 2,500公里
- 武裝： 7.7公釐機槍一挺 12.7公釐機關槍一挺 250公斤炸彈